# Старомухаметово
Старомухаме́тово (рос. Старомухаметово) — присілок у складі Кігинського району Башкортостану, Росія. Входить до складу Ібраєвської сільської ради.
Населення — 460 осіб (2010; 497 в 2002).
Національний склад:
- башкири — 97 %